# Леонардо (Нью-Джерсі)
Леонардо (англ. Leonardo) — переписна місцевість (CDP) в США, в окрузі Монмаут штату Нью-Джерсі. Населення — 2549 осіб (2020).

## Географія
Леонардо розташоване за координатами 40°25′9″ пн. ш. 74°3′37″ зх. д. / 40.41917° пн. ш. 74.06028° зх. д. (40.419287, -74.060197).  За даними Бюро перепису населення США в 2010 році переписна місцевість мала площу 1,56 км², з яких 1,54 км² — суходіл та 0,02 км² — водойми.

## Демографія
Згідно з переписом 2010 року, у переписній місцевості мешкало 2757 осіб у 1001 домогосподарстві у складі 742 родин. Густота населення становила 1765 осіб/км².  Було 1055 помешкань (676/км²).
Расовий склад населення:
| - 95,5 % — білих - 1,0 % — чорних або афроамериканців - 1,0 % — азіатів - 0,1 % — корінних американців |

До двох чи більше рас належало 1,5 %. Частка іспаномовних становила 6,5 % від усіх жителів.
За віковим діапазоном населення розподілялося таким чином: 22,8 % — особи молодші 18 років, 66,8 % — особи у віці 18—64 років, 10,4 % — особи у віці 65 років та старші. Медіана віку мешканця становила 40,2 року. На 100 осіб жіночої статі у переписній місцевості припадало 94,2 чоловіків;  на 100 жінок у віці від 18 років та старших — 95,3 чоловіків також старших 18 років.
Середній дохід на одне домашнє господарство  становив 85 791 долар США (медіана — 56 583), а середній дохід на одну сім'ю — 98 290 доларів (медіана — 69 762). За межею бідності перебувало 7,7 % осіб, у тому числі 0,4 % дітей у віці до 18 років та 10,6 % осіб у віці 65 років та старших.
Цивільне працевлаштоване населення становило 1251 осіб. Основні галузі зайнятості: освіта, охорона здоров'я та соціальна допомога — 24,5 %, науковці, спеціалісти, менеджери — 13,7 %, будівництво — 11,8 %.